# Val d'Ayas
Het Val d'Ayas is een bergdal in de Noord-Italiaanse regio Aostadal.
Het door de rivier de Évançon uitgesleten dal opent zich bij Verrès, in het lagere Aostadal. Hier stroomt de Évançon uit in de Dora Baltea. De hoofdplaats is Brusson, tevens een belangrijk wintersportoord. Vanuit deze plaats gaat in westelijke richting een weg over de 1640 meter hoge Col de Joux naar Saint-Vincent. 
Hoog in het dal ligt de gemeente Ayas. Hiertoe behoort ook het skioord Champoluc en Antagnod. De achterste plaats is Saint-Jacques-d'Ayas dat uitkijkt op de zuidelijke toppen van het Monte Rosamassief.
Het Val d'Ayas werd in de Middeleeuwen gekoloniseerd door Walser kolonisten. Tot in de 19e eeuw werd in het dal daarom naast Frankoprovençaals Walserduits gesproken. Later werden beide streektalen, net als in de rest van het Aostadal, vervangen door het Frans.

## Gemeenten in het dal
- Ayas
- Brusson
- Challand-Saint-Anselme
- Challand-Saint-Victor

## Belangrijkste bergtoppen
- Castor (4228 m)
- Pollux (4092 m)
- Breithorn (4165 m)
- Grand Tournalin (3379 m)